# Робинзон Крузо (фильм, 1997)
«Робинзон Крузо» (англ. Robinson Crusoe) — американский приключенческий художественный фильм 1997 года режиссёров Рода Харди и Джорджа Т. Миллера, снятый по мотивам одноимённого романа Даниеля Дефо.
Премьера фильма состоялась 12 июня 1997 года в Сингапуре.

## Сюжет
К Даниелю Дефо приходит человек, выживший после кораблекрушения близ острова Смерти. Имя посетителя Робинзон Крузо. Крузо попал на борт британского корабля после того, как на дуэли убил своего друга, влюблённого в Мери Макгрегор. Во время плавания корабль попадает в бурю, в результате которой он гибнет. Робинзон — единственный оставшийся в живых после катастрофы, попадает на пустынный остров Смерти, который регулярно посещают каннибалы для свершения своих страшных обрядов. Крузо борется за выживание. Пышная тропическая природа даёт ему шанс выжить, а его одиночество на необитаемом острове разделит спасённый им туземец, которого он назвал Пятницей.

## В ролях
- Пирс Броснан — Робинзон Крузо
- Уильям Такаку — Пятница
- Полли Уокер — Мери Макгрегор
- Иэн Харт — Даниель Дефо
- Джеймс Фрейн — Роберт, издатель Даниеля Дефо
- Дэмиэн Льюис — Патрик Коннор
- Шон Броснан — юнга
- Лизетт Энтони — миссис Крузо
- Джим Кларк — капитан работоргового корабля
- Бен Робертсон — Джеймс, брат Патрика Коннора
- Мартин Грейс — капитан Брага

Основная часть фильма снята на Папуа — Новая Гвинея.